# Roberto Africano
Roberto Africano (Roma, 13 aprile 1983) è un pallanuotista italiano.

## Carriera

### Club
Cresciuto nel vivaio delle Fiamme Oro, esordisce in serie A2 nel 1997 a soli quattordici anni. Nel 1999 approda alla S.S. Lazio Nuoto e viene convocato per la prima volta in Nazionale Giovanile dal tecnico federale Ferdinando Pesci. Nel 2001 arriva l'esordio in Serie A1 con la Roma di Pierluigi Formiconi. Nel 2003 il fallimento della società giallorossa lo riporta sull'altra sponda del Tevere, alla S.S. Lazio Nuoto, con la quale conquista una promozione in Serie A1. Rimane in biancoceleste fino al 2007 per poi tornare alla Roma, in Serie A2, ottenendo un'altra promozione in serie A1.
Nella stagione 2010-2011 in seguito allo scioglimento della squadra viene ingaggiato dalla Roma Vis Nova, dove rimane fino al 2012. Dopo una seconda esperienza alla Lazio fino alla stagione 2014-2015, sempre sotto la guida di Pierluigi Formiconi, ritorna nelle file della A.S. Roma Nuoto con la quale conquista la sua quarta promozione in A1, da capitano della squadra, il 23 giugno 2018. Nella stagione 2018-2019 partecipa alle finali scudetto, per poi concludere la sua carriera agonistica.
Dal 2020 è presidente del Setteroma.

### Nazionale
Nazionale giovanile dal 2000, centra il suo primo trofeo internazionale nell'estate 2002 vincendo la medaglia di bronzo ai Campionati Europei under 19. Nel 2003, dopo aver bissato il successo dell'anno precedente conquistando il terzo posto ai Mondiali under 20, ottiene la convocazione nel Settebello. Con la nazionale maggiore partecipa alle Universiadi di Daegu (Corea del Sud), classificandosi quarto.

## Palmarès

### Club
- 1 Scudetto Campionato Italiano U20
- 1 Scudetto Campionato Italiano U17
- 2 Scudetti Campionato Italiano U15

### Nazionale
- 1 Bronzo Campionato mondiale under 20 (2003)
- 1 Bronzo Campionato europeo under 19 (2002)
- 4º class. Universiadi, Corea del Sud (2003)